# Matilde Bonaparte
Matilde Bonaparte (Trieste, 27 maggio 1820 – Parigi, 2 gennaio 1904) fu uno dei componenti più noti della famiglia Bonaparte, per matrimonio principessa di San Donato. Grande mecenate delle arti e delle lettere, animò uno dei salotti letterari più popolari della Parigi imperiale, fu ella stessa un'artista completa praticando il disegno, l'acquarello, il pastello e la pittura.

## Biografia

### Infanzia
Matilde Letizia Guglielmina Bonaparte era figlia del re Girolamo Bonaparte e della sua seconda moglie Caterina di Württemberg, nata principessa di Württemberg. Crebbe a Roma e a Firenze.

### Fidanzamento e matrimonio

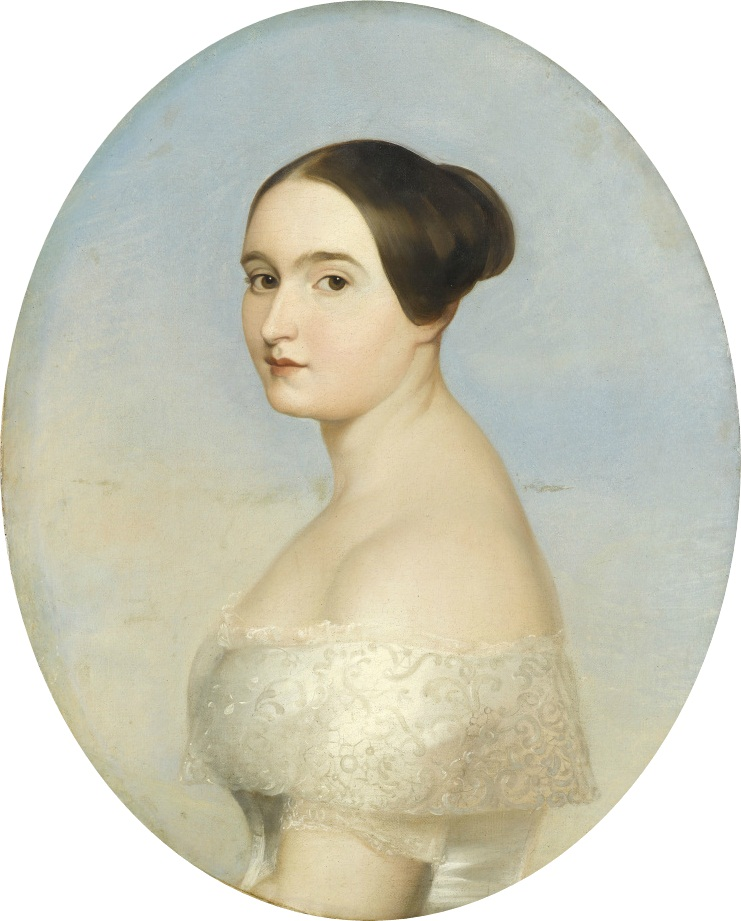
La principessa Matilde in un ritratto di Frederick W. Watts (copia da un originale di Giuseppe Bezzuoli del 1840)

Fidanzata in un primo tempo al cugino Luigi Napoleone Bonaparte, futuro Napoleone III, sposò invece a Firenze, il 1º novembre 1840, il conte Anatolio Demidoff, creato poco prima del matrimonio principe di San Donato dal granduca Leopoldo II di Toscana (titolo non riconosciuto in Russia). I due si conobbero nel palazzo fiorentino dove Girolamo Bonaparte esule era stato accolto. Il matrimonio, che non produsse eredi, non fu mai felice.
Demidoff, favolosamente ricco ma violento, rifiutò di lasciare l'amante, Valentine de Sainte-Aldegonde. Matilde scappò per raggiungere Parigi, portando con sé i gioielli che dovevano costituire la sua dote, ma che il padre, sempre a corto di denaro, aveva in realtà venduto al Demidoff prima del matrimonio. Demidoff fu tuttavia condannato dal tribunale di San Pietroburgo a versare a Matilde una pensione di 200.000 franchi all'anno e non poté mai recuperare i gioielli. Gli sposi furono poi autorizzati a separarsi nel 1847, su decisione personale dello zar Nicola I.

### Vita parigina

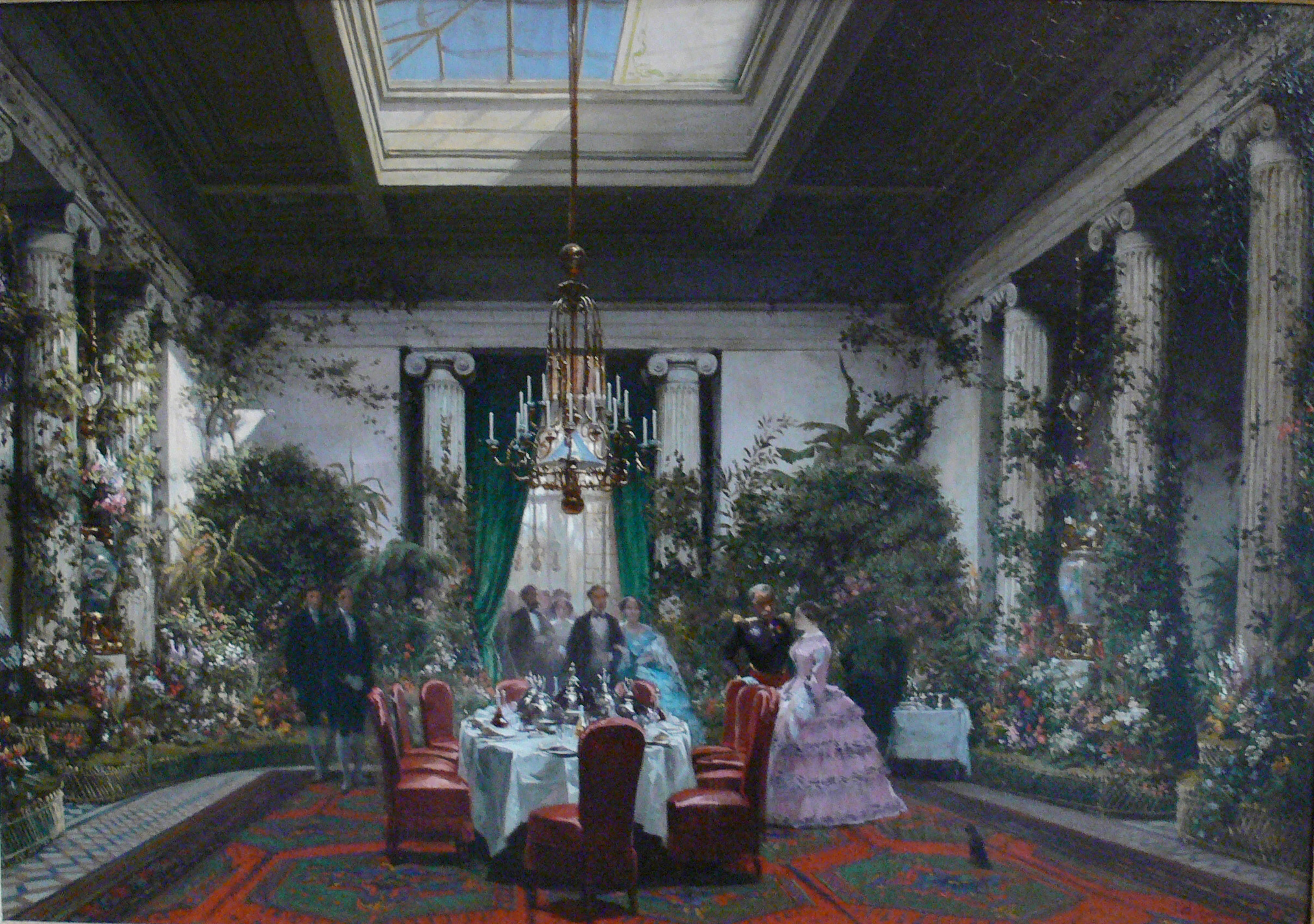
La sala da pranzo del palazzo della principessa Matilde in rue de Courcelle, in un dipinto di Charles Giraud

Matilde si stabilì a Parigi nel 1846, alla fine del regno di Luigi-Filippo, con l'amante, il conte Émilien de Nieuwerkerke, incontrato alcuni anni prima a San Donato. Ma è con l'ascesa del cugino alla Presidenza della Repubblica e poi al trono imperiale che essa iniziò ad avere un ruolo di primo piano. 
Sotto la Seconda Repubblica ed il Secondo Impero, la principessa animò un importante salotto letterario. Bonapartista convinta (senza Napoleone I, era solita dire, avrebbe venduto arance per le strade di Ajaccio), riceveva a casa sua scrittori di tutte le tendenze politiche. Nel 1868, Théophile Gautier, con cui intratteneva un rapporto di amicizia, divenne il suo bibliotecario.

### Ultimi anni e morte

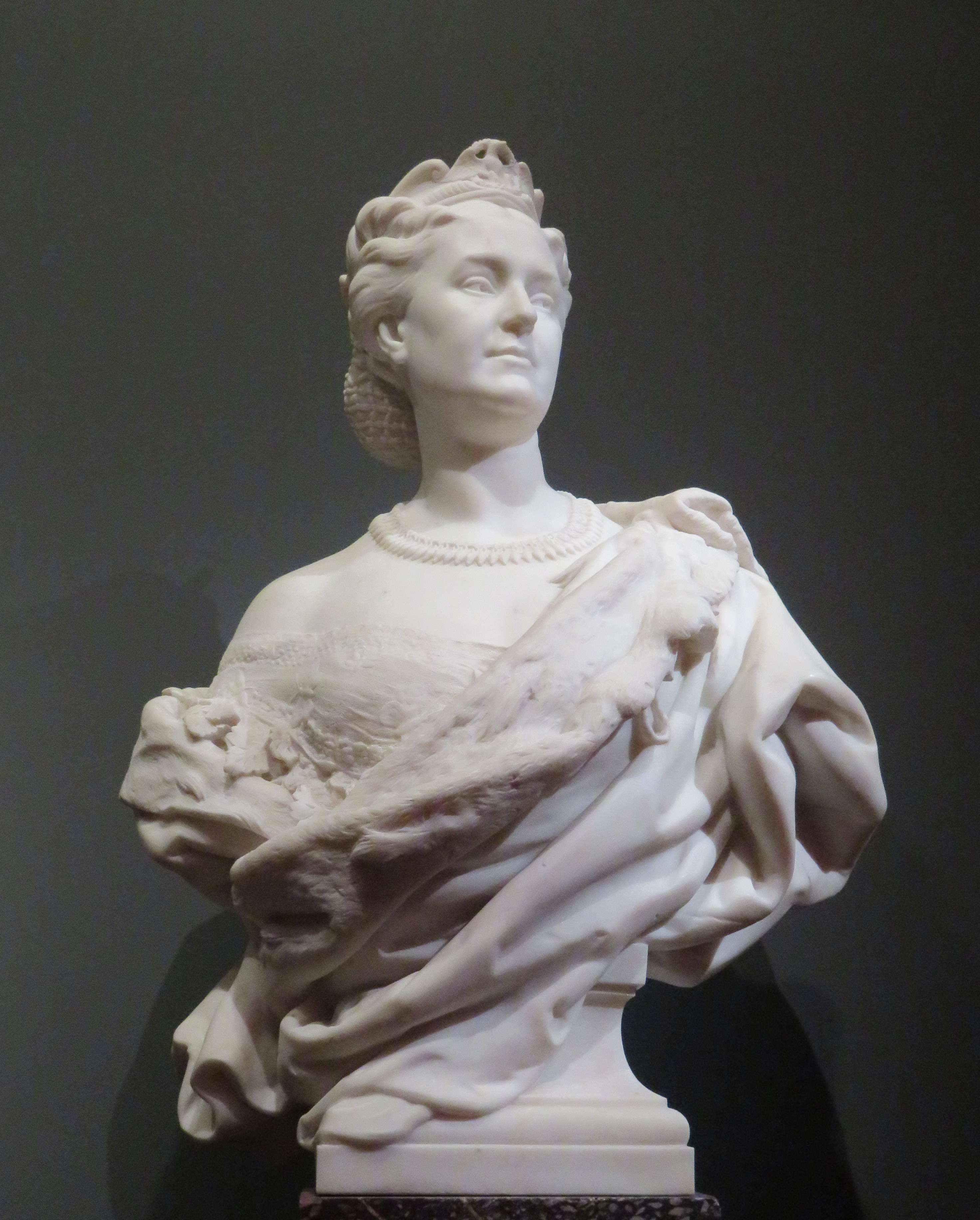
La principessa Matilde in un busto di Jean-Baptiste Carpeaux del 1862, Museo d'Orsay

La principessa Matilde cercò sempre di mantenere stretti legami con la corte di Russia. Dopo la morte del primo marito e la caduta dell'Impero nel 1870, si esiliò per qualche tempo nel Belgio, prima di tornare in Francia. 
Si risposò nel dicembre 1873 con il poeta Claudius Popelin. Deceduta nel 1904, è sepolta a Saint-Gratien (Val-d'Oise), nel breve periodo fiorentino le fu amica la pittrice romana Ida Botti Scifoni, da cui prese lezioni di pittura.

## Titoli e trattamento
- 1820-1840: Sua Altezza, la principessa Matilde di Monfort
- 1840-1852: Sua Eccellenza, la principessa Matilde Demidova, principessa di San Donato
- 1852-1870: Sua Altezza Imperiale, la principessa Matilde, principessa francese, principessa di San Donato
- 1870-1904: Sua Eccellenza, la principessa Matilde Demidova, principessa vedova di San Donato

## Ascendenza
|                                   |                                     |                                                      | Genitori                                  |  |  | Nonni |  |  | Bisnonni                  |  |  | Trisnonni                    |  |
|                                   |                                     |                                                      |                                           |  |  |       |  |  | Giuseppe Maria Buonaparte |  |  | Sebastiano Nicola Buonaparte |  |
|                                   |                                     |                                                      |                                           |  |  |       |  |  | Giuseppe Maria Buonaparte |  |  | Sebastiano Nicola Buonaparte |  |
|                                   |                                     | Maria Anna Tusoli                                    |                                           |  |  |       |  |  | Giuseppe Maria Buonaparte |  |  |                              |  |
| Carlo Maria Buonaparte            |                                     |                                                      |                                           |  |  |       |  |  | Giuseppe Maria Buonaparte |  |  |                              |  |
|                                   |                                     | Maria Saveria Paravicini                             | Giuseppe Maria Paravicini                 |  |  |       |  |  |                           |  |  |                              |  |
|                                   |                                     | Maria Saveria Paravicini                             | Giuseppe Maria Paravicini                 |  |  |       |  |  |                           |  |  |                              |  |
|                                   |                                     | Maria Saveria Paravicini                             | Maria Angela Salineri                     |  |  |       |  |  |                           |  |  |                              |  |
| Girolamo Bonaparte                |                                     | Maria Saveria Paravicini                             |                                           |  |  |       |  |  |                           |  |  |                              |  |
|                                   |                                     | Giovanni Geronimo Ramolino                           | Giovanni Agostino Ramolino                |  |  |       |  |  |                           |  |  |                              |  |
|                                   |                                     | Giovanni Geronimo Ramolino                           | Giovanni Agostino Ramolino                |  |  |       |  |  |                           |  |  |                              |  |
|                                   |                                     | Giovanni Geronimo Ramolino                           | Angela Maria Peri                         |  |  |       |  |  |                           |  |  |                              |  |
| Maria Letizia Ramolino            |                                     | Giovanni Geronimo Ramolino                           |                                           |  |  |       |  |  |                           |  |  |                              |  |
|                                   |                                     | Angela Maria Pietrasanta                             | Giuseppe Maria Pietrasanta                |  |  |       |  |  |                           |  |  |                              |  |
|                                   |                                     | Angela Maria Pietrasanta                             | Giuseppe Maria Pietrasanta                |  |  |       |  |  |                           |  |  |                              |  |
|                                   |                                     | Angela Maria Pietrasanta                             | Maria Giuseppa Malerba                    |  |  |       |  |  |                           |  |  |                              |  |
| Matilde Bonaparte                 |                                     | Angela Maria Pietrasanta                             |                                           |  |  |       |  |  |                           |  |  |                              |  |
|                                   | Federico II Eugenio del Württemberg | Carlo I Alessandro del Württemberg                   |                                           |  |  |       |  |  |                           |  |  |                              |  |
|                                   | Federico II Eugenio del Württemberg | Carlo I Alessandro del Württemberg                   |                                           |  |  |       |  |  |                           |  |  |                              |  |
|                                   | Federico II Eugenio del Württemberg | Maria Augusta di Thurn und Taxis                     |                                           |  |  |       |  |  |                           |  |  |                              |  |
| Federico I di Württemberg         | Federico II Eugenio del Württemberg |                                                      |                                           |  |  |       |  |  |                           |  |  |                              |  |
|                                   |                                     | Federica Dorotea di Brandeburgo-Schwedt              | Federico Guglielmo di Brandeburgo-Schwedt |  |  |       |  |  |                           |  |  |                              |  |
|                                   |                                     | Federica Dorotea di Brandeburgo-Schwedt              | Federico Guglielmo di Brandeburgo-Schwedt |  |  |       |  |  |                           |  |  |                              |  |
|                                   |                                     | Federica Dorotea di Brandeburgo-Schwedt              | Sofia Dorotea di Prussia                  |  |  |       |  |  |                           |  |  |                              |  |
| Caterina di Württemberg           |                                     | Federica Dorotea di Brandeburgo-Schwedt              |                                           |  |  |       |  |  |                           |  |  |                              |  |
|                                   |                                     | Carlo Guglielmo Ferdinando di Brunswick-Wolfenbüttel | Carlo I di Brunswick-Lüneburg             |  |  |       |  |  |                           |  |  |                              |  |
|                                   |                                     | Carlo Guglielmo Ferdinando di Brunswick-Wolfenbüttel | Carlo I di Brunswick-Lüneburg             |  |  |       |  |  |                           |  |  |                              |  |
|                                   |                                     | Carlo Guglielmo Ferdinando di Brunswick-Wolfenbüttel | Filippina Carlotta di Prussia             |  |  |       |  |  |                           |  |  |                              |  |
| Augusta di Brunswick-Wolfenbüttel |                                     | Carlo Guglielmo Ferdinando di Brunswick-Wolfenbüttel |                                           |  |  |       |  |  |                           |  |  |                              |  |
|                                   |                                     | Augusta di Hannover                                  | Federico di Gran Bretagna                 |  |  |       |  |  |                           |  |  |                              |  |
|                                   |                                     | Augusta di Hannover                                  | Federico di Gran Bretagna                 |  |  |       |  |  |                           |  |  |                              |  |
|                                   |                                     | Augusta di Hannover                                  | Augusta di Sassonia-Gotha-Altenburg       |  |  |       |  |  |                           |  |  |                              |  |
|                                   |                                     | Augusta di Hannover                                  |                                           |  |  |       |  |  |                           |  |  |                              |  |

## Matilde pittrice
Tra il 1859 e il 1867 ella espose regolarmente al Salon de Paris, ottenendo una medaglia d'onore nel 1861 e una medaglia nel 1865. Il suo Ritratto di Bonaparte Primo Console, realizzato nel 1887, è valutato tra gli 80.000 e i 120.000 Euro nella vendita straordinaria curata  dall'Hermitage Fine Art all' Hotel Metropole di Monte Carlo nel luglio 2025.